# Tarsius pelengensis
Tarsius pelengensis é um primata de hábitos noturnos, com olhos e orelhas tão grandes que podem ser móveis. Ele se alimenta de insetos, saltando em cima deles e depois os comendo. Ele vive na ilha de Peleng, na Indonésia.